# Pleš (Aleksandrovac)
Pour les articles homonymes, voir Pleš.
Ne doit pas être confondu avec Ples, ville de Russie
Pleš (en serbe cyrillique : Плеш) est un village de Serbie situé dans la municipalité d'Aleksandrovac, district de Rasina. Au recensement de 2011, il comptait 338 habitants.

## Démographie
| 1948 | 1953 | 1961 | 1971 | 1981 | 1991 | 2002 | 2011 |
| ---- | ---- | ---- | ---- | ---- | ---- | ---- | ---- |
| 707  | 777  | 795  | 695  | 585  | 490  | 403  | 338  |

|  |